# Astragalus megalanthus
Astragalus megalanthus är en ärtväxtart som beskrevs av Dc. Astragalus megalanthus ingår i släktet vedlar, och familjen ärtväxter. Inga underarter finns listade i Catalogue of Life.